# Departure from the Northern Wasteland
Departure from the Northern Wasteland — дебютный студийный альбом немецкого музыканта Берлинской школы электронной музыки Михаэля Хенига, выпущенный в 1978 году.

## Характеристика
Departure from the Northern Wasteland — классический альбом в жанре прогрессивной электроники. Альбом состоит из четырёх композиций, почти идеальных с точки зрения реализации секвенсора как композиционного инструмента. Хениг двинул концепцию повторяющихся музыкальных форм далее, чем большинство его коллег по Берлинской школе, утверждая, что черпал вдохновение в творчестве американских композиторов-минималистов Филиппа Гласса, Стива Райха и Терри Райли. Заглавный трек представляет собой безупречное 20-минутное путешествие через постоянно меняющиеся мелодические и ритмические фазовые отношения, создавая живое ощущение поезда, двигающегося сквозь туманный североевропейский пейзаж.
Хотя Хениг был членом Tangerine Dream очень недолго, Departure from the Northern Wastelands стал идеальным факсимиле работ этой группы. Заглавный трек, который занимает целую сторону альбома, имеет ту же структуру, что и такие композиции, как «Rubycon» с мягким, плывущим началом, ведущим к повторяемому трансовому ритму и продолжительной синтезаторной импровизации. Звучание приятное, даже доставляющее большое наслаждение, хотя общее впечатление такое, что это уже было ранее
Departure From The Northern Wasteland построен из того же материала, что и Ricochet или Encore, только без гитар. На этой пластинке Михаэль Хениг предлагает красивую, созерцательную и вдохновляющую электронную музыку в четырёх частях, почти полностью инструментальную.

## Список композиций
Вся музыка написана Михаэлем Хенигом.
Сторона один
1. «Departure from the Northern Wasteland» — 20:53

Сторона два
1. «Hanging Garden Transfer» — 10:56
2. «Voices of Where» — 6:19
3. «Sun and Moon» — 4:16

## Исполнители
- Михаэль Хениг — инструменты
- Уши — голос на «Departure from the Northern Wasteland»
- Лутц Улбрих — двойная гитара на «Departure from the Northern Wasteland»